# Onthophagus orthocerus
Onthophagus orthocerus es una especie de insecto del género Onthophagus, familia Scarabaeidae, orden Coleoptera.

Fue descrita científicamente por Thomson en 1858.